# Joseph Origer
Joseph Origer (* Juni 1898 in Arlon; † 25. März 1945 im KZ Neuengamme) war ein belgischer römisch-katholischer Geistlicher und Märtyrer.

## Leben
Joseph Origer stammte aus Frassem (heute Ortsteil der Stadt Arlon). Er besuchte in Arlon die Schule der Maristen-Schulbrüder und in Bastogne das Priesterseminar. 1923 wurde er zum Priester geweiht. Die Stationen seines Wirkens waren: Lehrer in Virton (Josefinum, bis 1930); Vikar in Aubange und Frassem (bis 1937); Dechant in Fauvillers; Pfarrer der St.-Donatus-Kirche in Arlon.
Als eine von 40 Geiseln wurde er am 24. August 1944 von der nationalsozialistischen Besatzungsmacht (zusammen mit seinem Vikar René Feck) festgenommen und in das KZ Neuengamme deportiert. Dort starb er am Palmsonntag 1945 im Alter von 46 Jahren.

## Gedenken
In Arlon steht sein Name auf einer Sammeltafel zum Gedenken an NS-Opfer.